# Archelaus (alchemist)
Archelaus (of Archelaos) was een zevende-eeuwse alchemist, geneeskundige en filosoof. Hij dient niet verward te worden met de Archelaus uit de Griekse filosofie.